# Стомаж (Ајдовшчина)
Стомаж (словен. Stomaž, итал. .  ) је насеље у Випавској долини у општини Ајдовшчина, покрајини Приморска која припада Горишкој регији Републике Словеније
Насеље се налази на надморској висини од 289,8 метра, 21,8 км од италијанске границе у центру Випавске долине на брдима северно од пута Ајдовшчина — Нова Горица. Површина насеља је 7,4 км², на којој живи 282 становника.
За време Хабсбуршке владавине Стомаж је био засебна општина.

## Највиши врх
Велики Шкољ 418, Високо 505, Мала гора 1032, Крижец 663 метра

## Речни токови
речице Скрившек, Цурља, Врнивец 